# Бамблби Мен
Бамблби Мен (енгл. Bumblebee Man) је измишљени лик из цртане серије Симпсонови, коме глас позајмљује Ханк Азарија. Ради у истом студију као Кент Брокман.